# Unfallkasse Post und Telekom
Die Unfallkasse Post und Telekom in Deutschland war eine Körperschaft des öffentlichen Rechts mit Sitz in Tübingen. Außenstellen gab es in Darmstadt und Berlin. Sie war 1995 im Zuge der Postreform II aus der Zentralstelle für Arbeitsschutz und der Ausführungsbehörde für Unfallversicherung der Deutschen Bundespost hervorgegangen.
Die Unfallkasse Post und Telekom war gleichzeitig gesetzliche Unfallversicherung für Angestellte und Arbeiter bei den Nachfolgeunternehmen der Bundespost und ihren Tochterunternehmen als auch Trägerin der Unfallfürsorge für Beamte. Außerdem war sie für eine Reihe weiterer aus der Bundespost hervorgegangener Einrichtungen zuständig, wie z. B. die Museumsstiftung Post und Telekommunikation, aber auch für andere Unternehmen wie die Bundesdruckerei.
Die Unfallkasse hatte im Dezember 2013 etwa 353.000 Versicherte, davon etwa 286.000 Angestellte und Arbeiter und etwa 67.000 Beamte. Zu ihr gehörten auch die Arbeitsschutzärzte und der Aufsichtsdienst. Am 1. Januar 2016 fusionierte sie mit der Berufsgenossenschaft für Transport und Verkehrswirtschaft (BG Verkehr). Der neue Hauptsitz ist Hamburg.